# Hedeoma diffusa
Hedeoma diffusa là một loài thực vật có hoa trong họ Hoa môi. Loài này được Greene mô tả khoa học đầu tiên năm 1898.